# 藤原景斉
藤原 景斉（ふじわら の かげなり/かげただ、生年不詳 - 治安3年7月17日（1023年8月6日））は、平安時代中期の貴族。藤原北家長良流、皇后宮権大夫・藤原国章の子。官位は従四位上・備前権守。

## 経歴
円融朝にて、左近衛将監を経て、天延2年（974年）ごろ巡爵により叙爵（従五位下）し、紀伊守に任官した。
一条朝初頭に若狭守を務めるが、この間の永延2年（988年）自邸を藤原保輔に襲われ物品を盗まれた。また、任期終了後の永祚元年（989年）末には本任放還が未完了であることを理由に、前備前守・藤原理兼や前土佐守・藤原時清とともに殿上簡を削られている。
正暦3年（992年）ごろ河内守と再び受領に任ぜられたのち、長徳4年（998年）太皇太后宮権亮に任ぜられ、太皇太后・昌子内親王に仕える。長保元年（999年）昌子内親王が崩御した後、長保4年（1002年）ごろから寛弘2年（1005年）ごろまで大和守を務めた。
その後10年以上に亘って散位となるが、後一条朝の寛仁2年（1018年）ごろに備前権守に任ぜられ受領に復帰した。治安2年（1022年）6月11日に出家。最終官位は前備前権守従四位上。
右大臣・藤原実資は景斉と極めて親密であったことを『小右記』の随処に書いており、景斉は実資の家司であったと考えられる。治安3年（1023年）7月17日に景斉が卒去すると、実資は忠時宿禰（家司の石作忠節）を景斉の後家に派遣し弔っている。

## 官歴
- 天禄3年（972年） 10月3日：見左近衛将監[4]
- 時期不詳：従五位下
- 天延2年（974年） 2月25日：見紀伊守[4]
- 永延元年（987年） 6月3日：見若狭守[5]
- 永祚元年（989年） 12月27日：除殿上簡（本任放還未済）[5]
- 正暦3年（992年） 正月16日：見河内守[5]
- 長徳4年（998年） 12月16日：太皇太后宮権亮（太皇太后・昌子内親王）[6]
- 長保元年（999年） 12月：止権亮か（崩御）
- 長保4年（1002年） 11月25日：見大和守[7]
- 長和元年（1012年） 5月18日：見四位[5]
- 寛仁2年（1018年） 9月14日：見備前権守[8]
- 治安2年（1022年） 6月11日：出家（前備前権守従四位上）[9]
- 治安3年（1023年） 7月17日：卒去[3]

## 系譜
『尊卑分脈』による。
- 父：藤原国章
- 母：伊予守能正の娘
- 妻：藤原為雅の娘
  - 男子：藤原貞光
- 生母不詳の子女
  - 男子：明算
  - 女子：藤原隆家室
  - 女子：源忠隆室